# کوویلیا

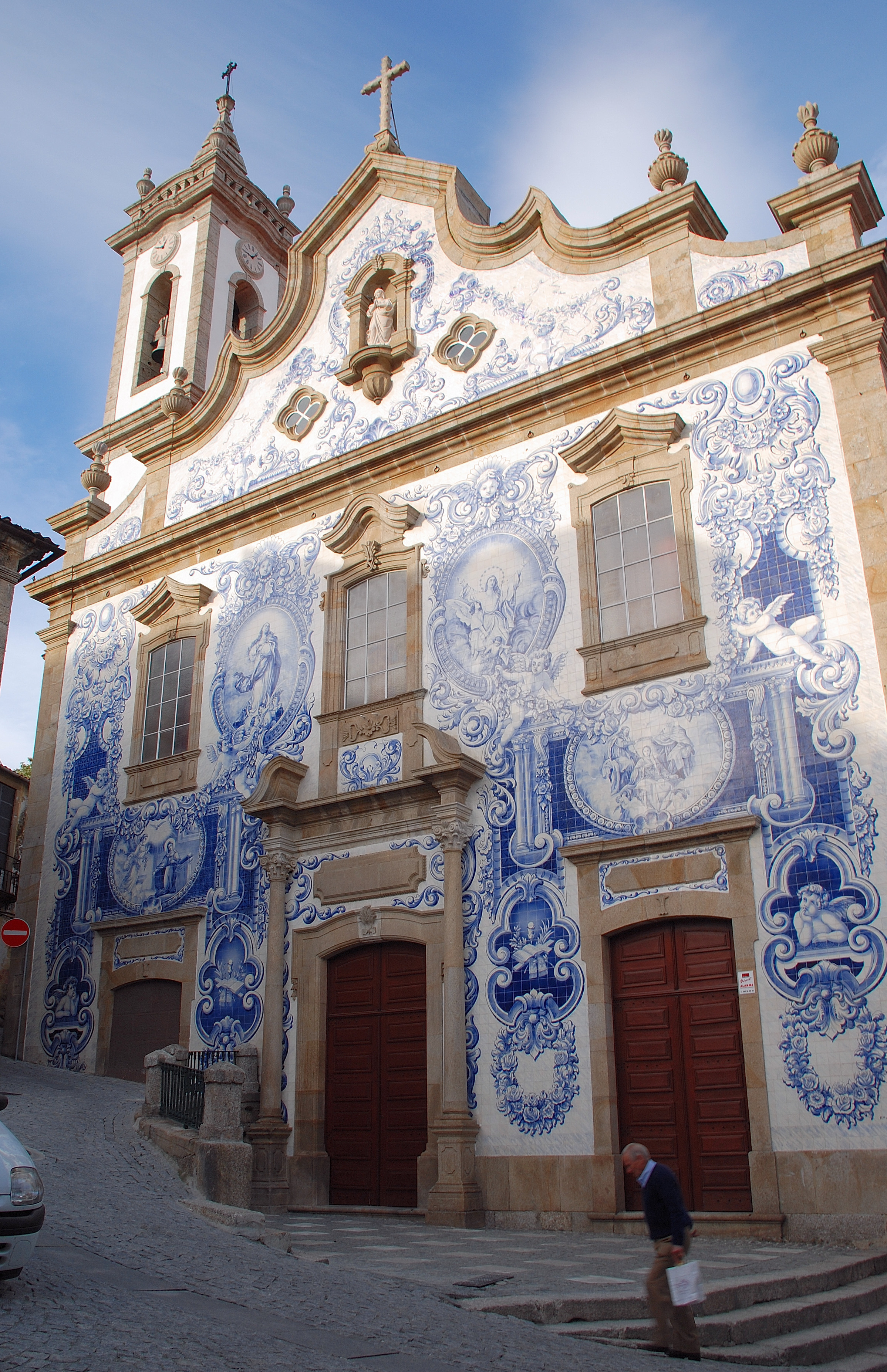
کلیسای سانتا ماریا در شهر کوویلیا، یکی از از قدیمی‌ترین کلیساهای جهان است.

کوویلیا (Covilhã) یکی از شهرهای کشور پرتغال است.
این شهر در سال ۲۰۰۱، ۳۴٫۷۷۲ نفر جمعیت داشته‌است و طبق سرشماری سال ۲۰۱۱ جمعیت شهر حدود ۵۱٬۷۹۷ نفر بوده‌است.

## نگارخانه

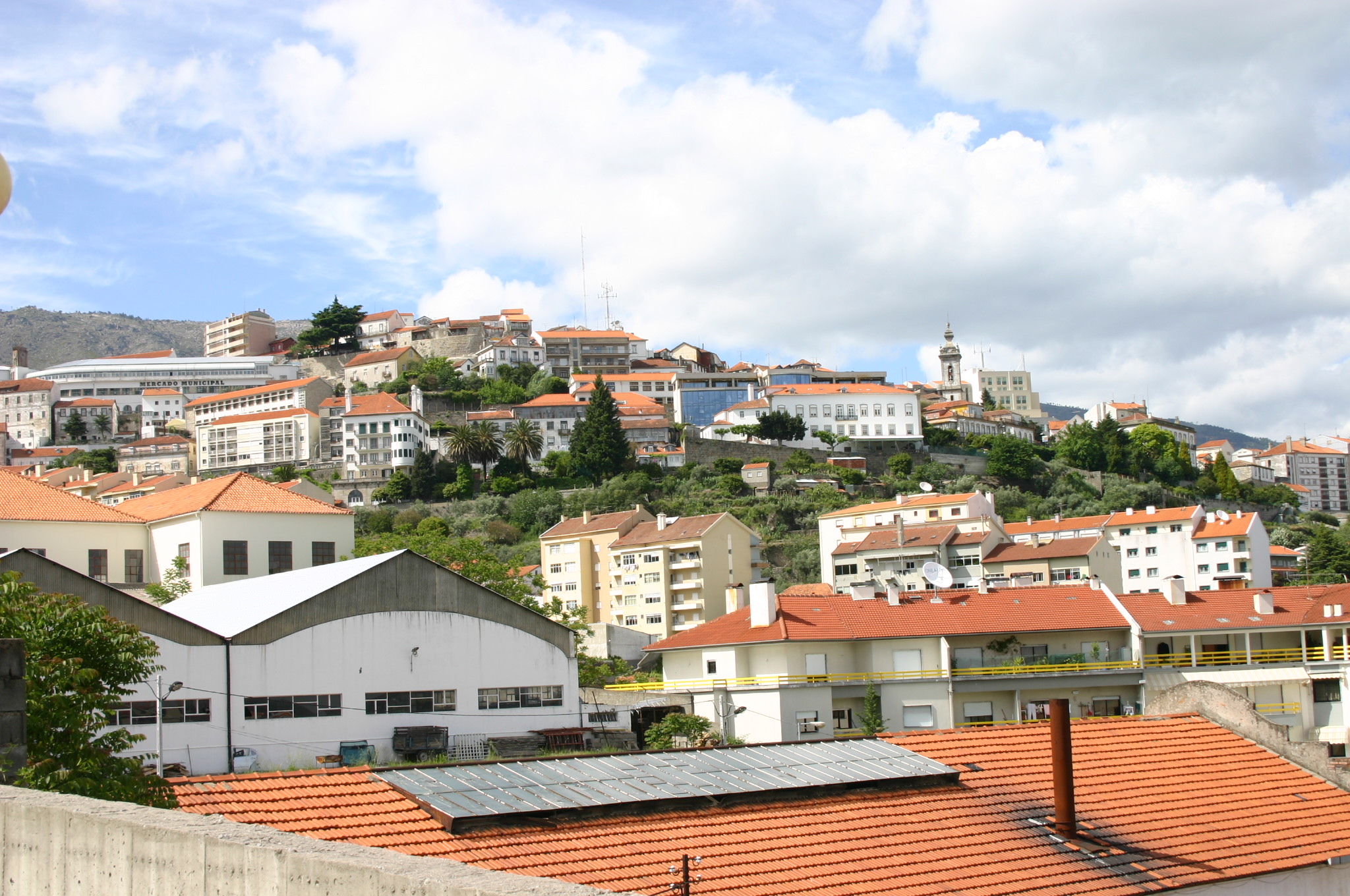
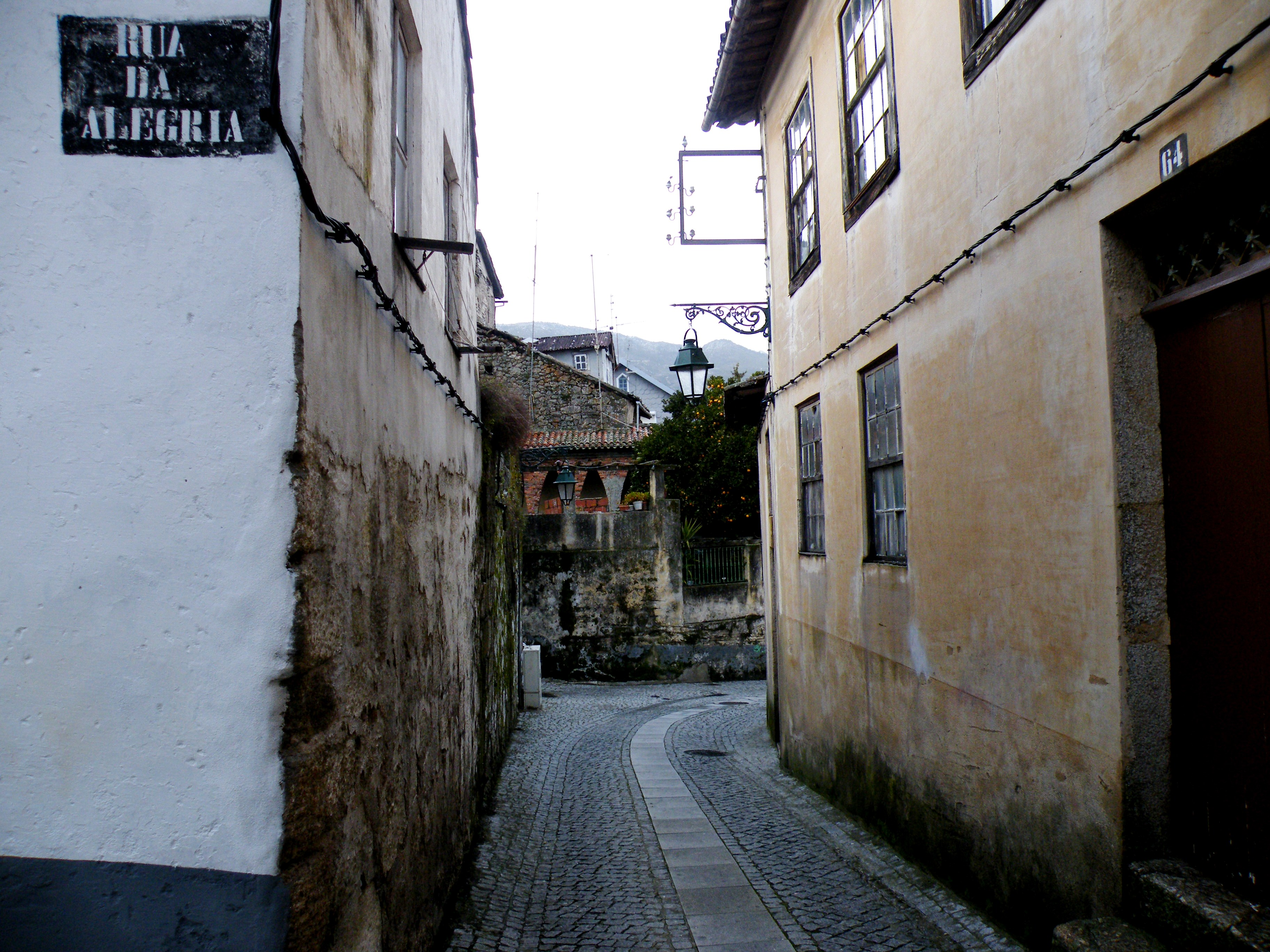
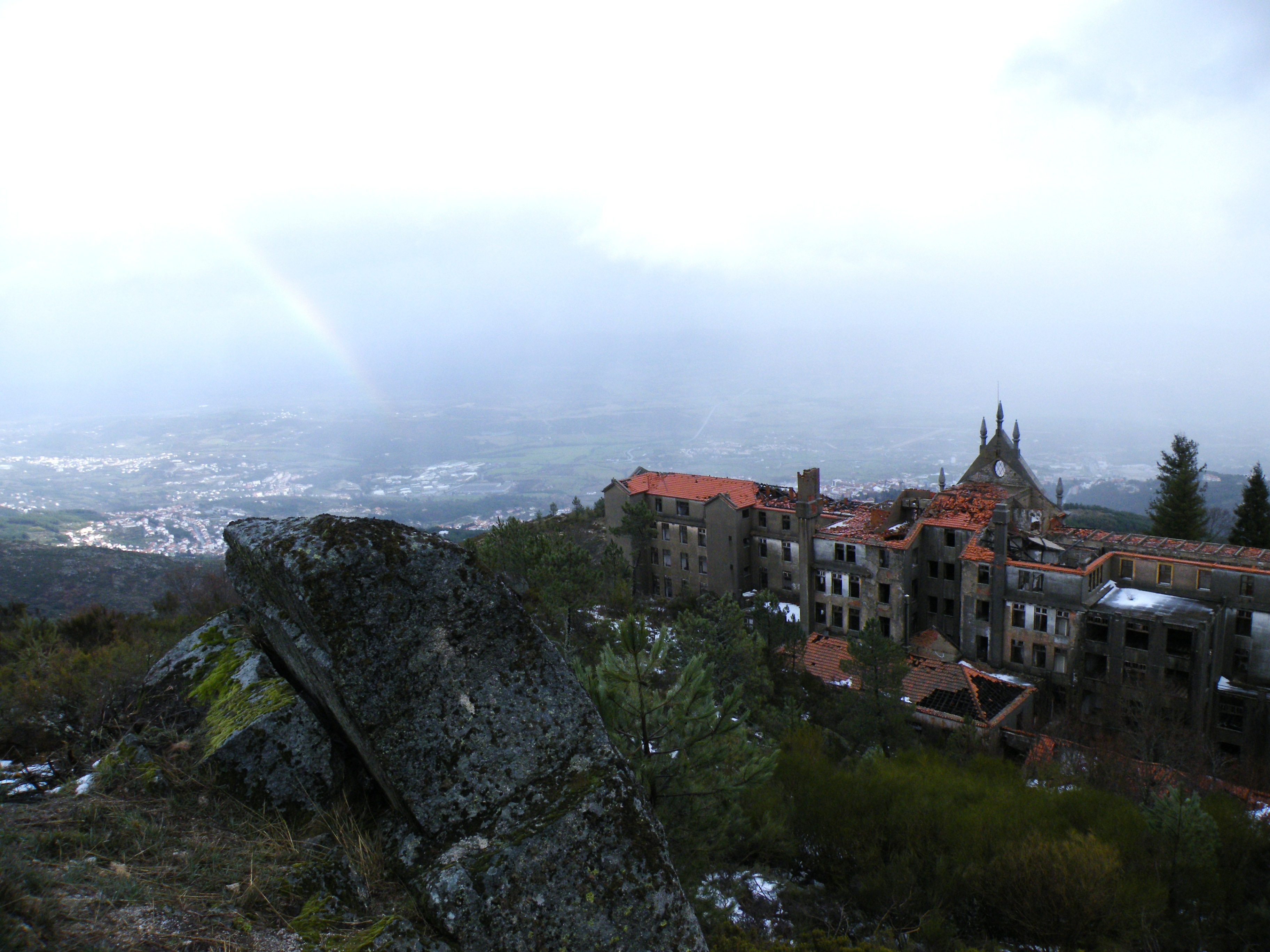
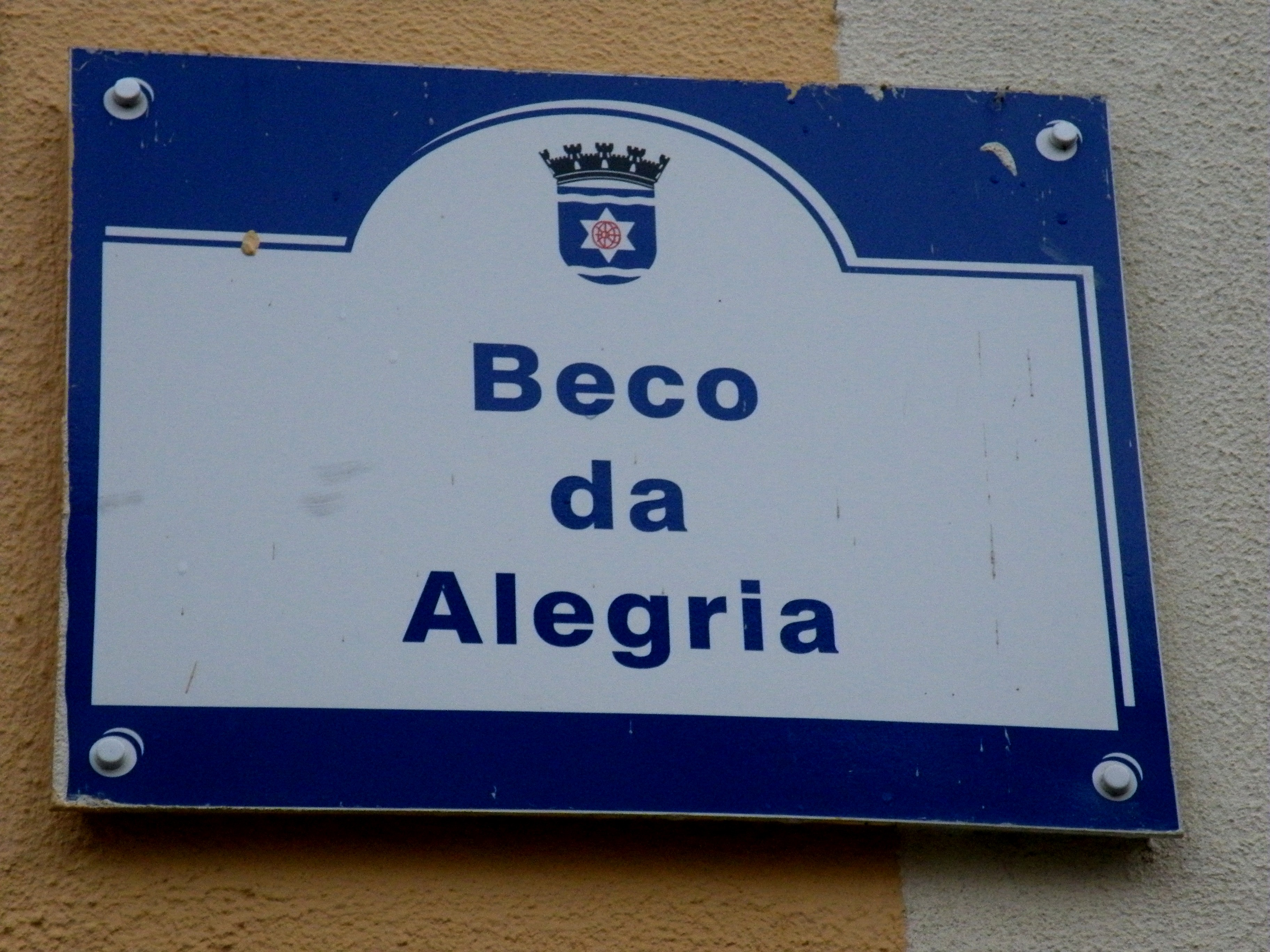

## تاریخ و مکان‌های دیدینی
این شهر